# Camponotus avius
Camponotus avius é uma espécie de inseto do gênero Camponotus, pertencente à família Formicidae.

## Subespécies
- C. a. avius
- C. a. hertigi